# K-linjen
K-linjen var under 1950-1980-talen i Finland en fraktion inom Agrarförbundet/Centerpartiet, fick uppenbarligen sitt namn av att påfallande många av dess framträdande gestalter hade ett efternamn som började på K. 
Grupperingen, som nästan hade karaktären av ett hemligt sällskap, byggdes upp under 1950-talets hårda partistrider av den kontroversielle partisekreteraren Arvo Korsimo, som hade stor andel i att Urho Kekkonen valdes till republikens president 1956. Den sistnämnde höll grupperingen i ett fast grepp och använde den bland andra till att styra agrarförbundet/centerpartiet. 
Ledande politiker inom K-linjen var bland andra Ahti Karjalainen, Kauno Kleemola, Reino Kuuskoski, Kaarlo Hillilä, Ahti Pekkala, Esa Timonen, Eino Uusitalo och Paavo Väyrynen. Den kan sägas ha representerat den från Santeri Alkio härstammande progressiva traditionen inom partiet. 
K-linjen utgjorde en inofficiell organisation vid sidan av den officiella partiledningen. Sammanträdena var inofficiella (föredragningslistor fanns inte) och sammankallades med ytterst kort varsel. Riktningen fick en dominerande position inom partistyrelsen i början av 1970-talet och lyckades därmed även kontrollera det viktiga arbetsutskottet. Av dem som godkändes för medlemskap i denna trängre krets krävdes obönhörlig lydnad. Partidemokratin eller folkets vilja överhuvud stod inte högt i kurs. Ett annat typiskt drag för gruppen var att man gärna använde utrikespolitiken som tillhygge mot oppositionella partikamrater och andra politiska motståndare; att hota med en bannstråle från Moskva var en metod som ofta tillgreps mot den som inte delade dess uppfattning. Partimedlemmarna indelades i pålitliga och icke pålitliga. 
Fraktionen hade gott om penningmedel som kunde utnyttjas i den politiska kampen, eftersom stiftelsen Maaseudun yhteisvaliokunnan säätiö, som grundats 1956 för att finansiera Kekkonens presidentvalskampanj aldrig avvecklades utan fortsatte sin verksamhet. När Kekkonen försvann från scenen hösten 1981, var tiden dock snart ute även för K-linjen. Det definitiva slutet kom då Johannes Virolainen nominerades till centerns kandidat i presidentvalet 1982 i stället för Ahti Karjalainen.